# Szecugekka (The End of Silence)/Zan
A Szecugekka (The End of Silence)/Zan (雪月花 -The end of silence-/斬～Zan～; Hepburn: Setsugekka (The End of Silence)/Zan) Gackt japán énekes kislemeze, mely 2009. december 9-én jelent meg a Dears kiadónál. A kislemez mindkét dala szerepel a Samurai Warriors 3 videójátékban. A videóklipben Gackt háttérzenekarának tagjai Ni-ya a Nightmare együttesből basszusgitáron, Cukasza a D'espairsRay együttesből a dobok mögött és Shun a DuelJewel együttesből gitáron. A második gitáros Kuroszaki Jó (YOU), Gackt saját háttérzenekarából.

## Számlista
| #  | Cím | Hossz |
| -- | --- | ----- |
| 1. | Szecugekka (The End of Silence) (雪月花-The end of silence-; Hepburn: Setsugekka (The End of Silence))                |       |
| 2. | Zan (斬～Zan～) |       |
| 3. | Szecugekka (The End of Silence) (雪月花-The end of silence-; Hepburn: Setsugekka (The End of Silence)) (instrumental) |       |
| 4. | Zan (斬～Zan～) (instrumental)                                                                                        |       |

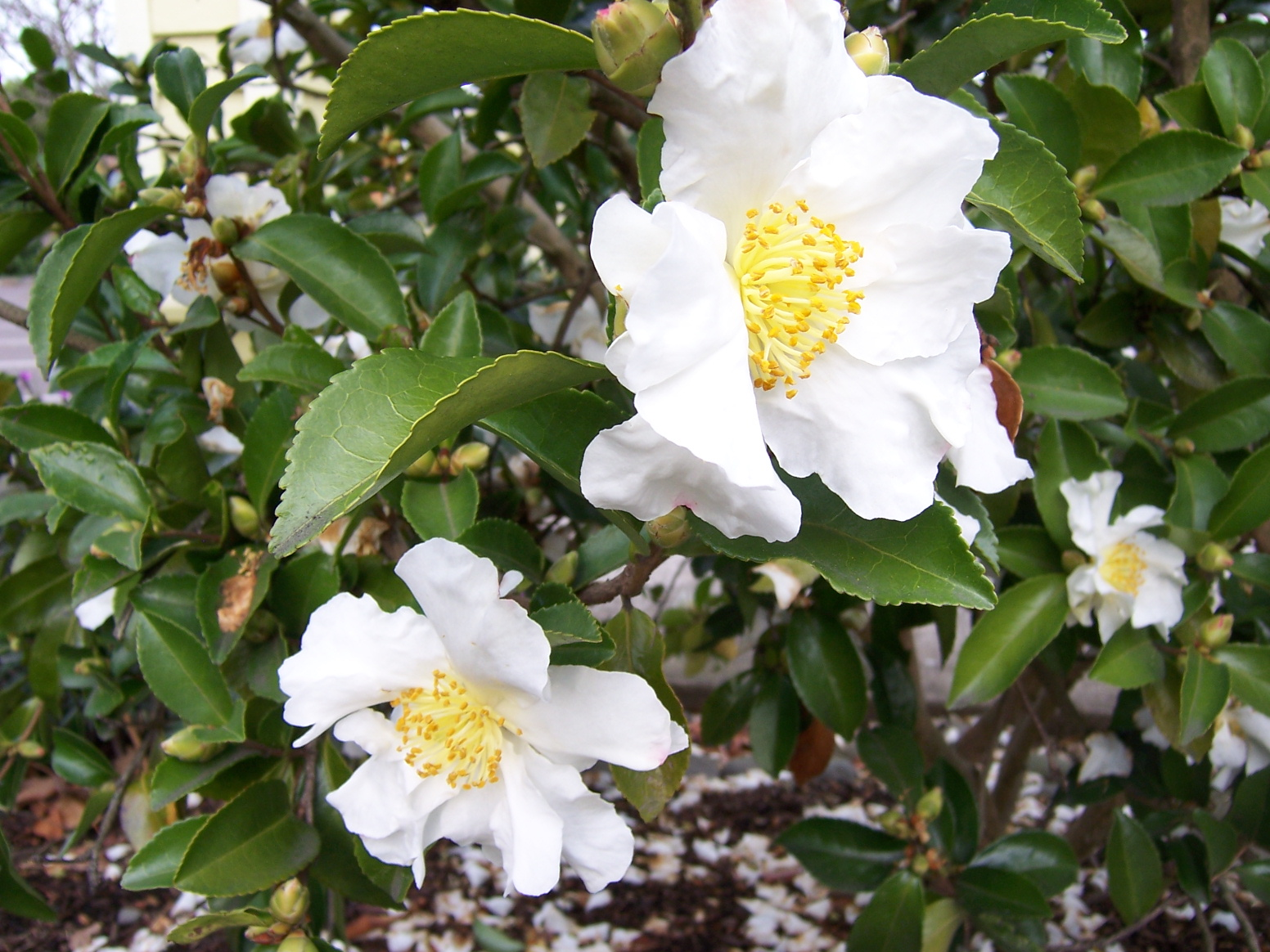
Camellia sasanqua „setsugekka” virága

A szecugekka (雪月花; Hepburn: setsugekka) szó szerinti jelentése „hó, hold és virágok”, Po Csü-ji verséből származik és a japán irodalomban gyakran használják az idilli szépség lefestésére. A szecugekka a Japánban honos szaszanka kamélia okinavai fehér alfajának neve is.

## Slágerlista-helyezések
Oricon
| Dátum             | Slágerlista | Típus              | Legmagasabb helyezés | Eladás |
| ----------------- | ----------- | ------------------ | -------------------- | ------ |
| 2009. december 9. | Oricon      | napi kislemezlista | 3                    | 15 924 |
| 2009. december 9. | Oricon      | heti kislemezlista | 4                    | 24 742 |
| 2009. december 9. | Oricon      | havi kislemezlista | 17                   | 31 463 |

Billboard Japan
| Slágerlista (2009)              | Legmagasabb helyezés |
| ------------------------------- | -------------------- |
| Billboard Japan Hot 100         | 33                   |
| Billboard Japan Top Independent | 1                    |